# ああの○○になりたい
ああの○○になりたい（ああのまるまるになりたい）は、2007年4月6日から2007年12月28日までラジオ関西で放送されたアニラジ番組。ビクターのウェブサイトでも配信されている。

## パーソナリティ
- ああ（savage genius）

## 放送時間
- 金曜日 25:30 - 26:00

## 概要
savage geniusのボーカル「ああ」が送る30分番組。「○○になりたいっ！」の○○（まるまる）の部分では｢バンドウいるか｣や｢八宝菜のウズラの卵｣・｢声優｣・｢車掌さん｣・｢胸キュン｣など、その時々でああが「なりたいもの」を叫んでいた。

## 番組コーナー
アレの真実
噂の真偽を検証するコーナー。通称実験コーナー。
アレの真実ハイパー
噂の真偽を検証するコーナー。通称罰ゲームコーナー。
ないわー
ないわープレゼンターが、ああに「これはないわ」を紹介する。プレゼンター：マセキ芸能社いとうあさこ
KOBE1週間
神戸在住、または神戸に通勤通学しているか、神戸を頻繁に訪れる人のみ投稿できるコーナー。超ローカルな神戸界隈の情報やヒラキ情報を紹介する。